# Ungenabelte Kristallschnecke
Die Ungenabelte Kristallschnecke (Vitrea diaphana) ist eine in Mitteleuropa heimische Schnecken-Art der Kristallschnecken (Pristilomatidae) in der Unterordnung der Landlungenschnecken (Stylommatophora).

## Merkmale
Das rechtsgewundene, recht kleine Gehäuse ist stark abgeflacht-kegelig, in der Seitenansicht ist das Gewinde kaum erhaben. Es hat eine Breite von 3,1 bis 4,2 mm und eine Höhe von 1,8 bis 2,1 mm. Es besitzt 5½ bis 6 eng aufgewundene, regelmäßige, nur langsam zunehmende Windungen. Die letzte Windung ist an der Mündung 1,7 bis 2,3 mal so breit wie die vorher gehende Windung. Die Mündung ist fast zur Hälfte von der vorigen Windung angeschnitten. Sie ist in der direkten Aufsicht  quer-elliptisch oder quer-eiförmig, durch den starken Anschnitt durch die vorige Windung schief-halbmondförmig. Die Mündung steht fast senkrecht zur Windungsachse. Der Mundrand ist zum größeren Teil gerade und scharf auslaufend. Er kann aber gelegentlich leicht verstärkt sein. Der Spindelrand ist umgeschlagen und callös verdickt. Der Nabel ist geschlossen und wird häufig vom umgeschlagenen Spindelrand überdeckt.
Die dünne Schale ist farblos und glasig-durchscheinend. Die Gehäuseoberfläche ist fast glatt und hochglänzend. Nur nahe der Naht sind die Anwachsstreifen deutlich sichtbar. etwas stärker gestreift.
Im zwittrigen Geschlechtsapparat ist der Samenleiter (Vas deferens) sehr kurz. Er dringt apikal durch eine einfache Pore in den Penis ein. Der Penis ist mäßig lang und dick. Der Penisretraktor setzt nicht genau apikal, sondern etwas darunter („subapikal“) an. Im weiblichen Teil ist der freie Eileiter sehr kurz, die Vagina relativ lang, fast so lang wie der Penis. Im oberen Teil umschließt die perivaginale Drüse die Vagina. Die Spermathek ist rudimentär, oft nur ein sehr kleiner wurmartiger Fortsatz. Penis und Vagina münden in ein vergleichsweise langes Atrium.

## Ähnliche Arten
Die Ungenabelte Kristallschnecke unterscheidet sich von der Gemeinen Kristallschnecke (Vitrea crystallina) und der Enggenabelten Kristallschnecke (Vitrea subrimata) durch den geschlossenen Nabel. Die Transsylvanische Kristallschnecke (Vitrea transsylvanica) ist etwas weiter gewunden. Der Mundrand ist auf der Oberseite nach vorne geschwungen. Vitrea erjaveci hat enger gewundene Windungen.

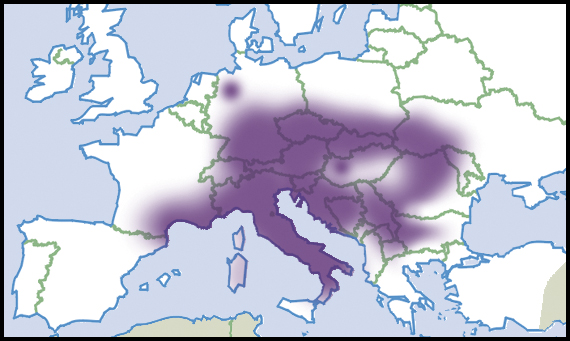
Verbreitung der Art in Europa (nach Welter-Schultes)

## Geographische Verbreitung und Lebensraum
Das Verbreitungsgebiet erstreckt sich über Südpolen, Tschechien, die Slowakei, Ungarn, Westukraine, große Teile Rumäniens, Slowenien, Kroatien, des Balkans, Österreich, Schweiz, die südliche Hälfte Deutschlands, die Italienische Halbinsel, und Südostfrankreich bis zu den Ostpyrenäen. In Bulgarien ist sie bis auf 1300 m über Meereshöhe nachgewiesen.
Die Ungenabelte Kristallschnecke lebt an mäßig feuchten Standorten, unter der Laubstreu und Totholz, zwischen Felsen und Geröll von Bergwäldern.

## Taxonomie
Das Taxon wurde 1820 von Samuel Studer als Glischrus (Helix) diaphana erstmals beschrieben. Es wird allgemein als gültiges Taxon bewertet. Es ist die Typusart der Gattung Vitrea Fitzinger, 1833.
Die frühere Unterart Vitrea diaphana ssp. erjaveci (Brusina, 1870) wird heute als eigenständige Art angesehen. Auch Vitrea subrimata wurde von Adolf Riedel 1957 noch als Varietät von Vitrea diaphana aufgefasst.

## Gefährdung
Die Art gilt in Rheinland-Pfalz als vom Aussterben bedroht. Nach Vollrath Wiese ist das Ausmaß der Gefährdung nicht bekannt.